# Campeonato Sul-Americano de Futebol de 1920
O Campeonato Sul-Americano de Futebol de 1920, foi a quarta edição da competição. Participaram da disputa quatro seleções: Argentina, Brasil, Chile e Uruguai. A sede foi no Chile. Todos jogaram entre si em turno único. A Seleção Uruguaia foi a campeã.

## Brasil no Sul-Americano
Em 1920, aconteceria uma nova crise no futebol brasileiro. A Taça Ioduran, que era disputada entre os clubes campeões do Rio de Janeiro e São Paulo, foi o motivo da discórdia. Os cariocas alegavam que os paulistas não compareceram para disputar o jogo na data marcada; do outro lado, os paulistas alegavam não terem comparecido por falta de datas e queriam que fosse marcado um novo jogo. Ninguém cedeu e com isso a Apea não liberou nenhum jogador para disputar o Sul-Americano no Chile. Sem os jogadores paulistas, a CBD viu-se obrigada a convocar apenas os jogadores do Rio de Janeiro, mais dois do Santos FC, que se encontrava em litigio com a Liga de São Paulo. O resultado não poderia ser pior. Vitoria, apenas contra a fraca seleção chilena, pelo placar de 1 a 0. Na segunda partida, a Seleção sofreria sua primeira goleada. Os uruguaios venceram por históricos 6 a 0. Em sua ultima apresentação, uma nova derrota desta vez para os argentinos, por 2 a 0..

## Grupo único
| Equipe    | P | J | V | E | D | GP | GC | SG |
| --------- | - | - | - | - | - | -- | -- | -- |
| Uruguai   | 5 | 3 | 2 | 1 | 0 | 9  | 2  | +7 |
| Argentina | 4 | 3 | 1 | 2 | 0 | 4  | 2  | +2 |
| Brasil    | 2 | 3 | 1 | 0 | 2 | 1  | 8  | -7 |
| Chile     | 1 | 3 | 0 | 1 | 2 | 2  | 4  | -2 |

| sábado, 11 de setembro de 1920 | Brasil       | 1 – 0 | Chile | Estadio Sporting, Viña del Mar Público: 15.000 Árbitro: Martín Aphesteguy Uruguai |
|                                | Alvariza 34’ |       |       |                                                                                   |

| domingo, 12 de setembro de 1920 | Argentina      | 1 – 1 | Uruguai        | Estadio Sporting, Viña del Mar Público: Não há dados sobre público Árbitro: Francisco Jiménez Chile |
|                                 | Echeverría 75’ |       | Piendibene 10’ | |

| sábado, 18 de setembro de 1920 | Uruguai                                                    | 6 – 0 | Brasil | Estadio Sporting, Viña del Mar Público: Não há dados sobre público Árbitro: Carlos Fanta Chile |
|                                | Romano 23’ 60’ Urdinarán 26’ (P) Pérez 29’ 65’ Campolo 48’ |       |        |                                                                                                |

| segunda-feira, 20 de setembro de 1920 | Chile       | 1 – 1 | Argentina      | Estadio Sporting, Viña del Mar Público: 16.000 Árbitro: João de Maria Brasil |
|                                       | Bolados 30’ |       | Dellavalle 13’ |                                                                              |

| sábado, 25 de setembro de 1920 | Argentina                    | 2 – 0 | Brasil | Estadio Sporting, Viña del Mar Público: Não há dados sobre público Árbitro: Martín Aphesteguy Uruguai |
|                                | Echeverría 40’ Libonatti 73’ |       |        | |

| domingo, 3 de outubro de 1920 | Uruguai              | 2 – 1 | Chile         | Estadio Sporting, Viña del Mar Público: 16.000 Árbitro: Carlos Fanta Chile |
|                               | Romano 37’ Pérez 65’ |       | Domínguez 60' |                                                                            |